# Кеуаш
Кеуаш (рум. Căuaș) — село у повіті Сату-Маре в Румунії. Адміністративний центр комуни Кеуаш.
Село розташоване на відстані 443 км на північний захід від Бухареста, 35 км на південний захід від Сату-Маре, 118 км на північний захід від Клуж-Напоки.

## Населення
За даними перепису населення 2002 року у селі проживали 714 осіб.
Національний склад населення села:
| Національність | Кількість осіб | Відсоток |
| -------------- | -------------- | -------- |
| румуни         | 586            | 82,1%    |
| угорці         | 65             | 9,1%     |
| цигани         | 63             | 8,8%     |

Рідною мовою назвали:
| Мова      | Кількість осіб | Відсоток |
| --------- | -------------- | -------- |
| румунська | 512            | 71,7%    |
| угорська  | 202            | 28,3%    |